# Svarabhakti
 (juillet 2009).
Si vous disposez d'ouvrages ou d'articles de référence ou si vous connaissez des sites web de qualité traitant du thème abordé ici, merci de compléter l'article en donnant les références utiles à sa vérifiabilité et en les liant à la section « Notes et références ».
La svarabhakti est une modification phonétique qui consiste en l'apparition d'une voyelle d'appui dans un groupe de consonnes, pour en faciliter la prononciation. C'est un cas d'anaptyxe, et suivant les langues, il peut s'agir d'un phénomène régulier ou d'un événement phonétique transitoire. On parle de voyelle svarabhaktique ou, plus rarement, d'apparition svarabhaktique d'une voyelle. La voyelle svarabhaktique est en général un /ə/ ; il s'agit d'un /ə/ svarabhaktique (de même qu'il y a le /ə/ muet, le /ə/ de soutien etc.).

## Origine du mot
Svarabhakti, vient du nom sanskrit svarabhaj, désignant une voyelle qui divise un mot en deux (svara = « voyelle » et bhaj = « diviser »). Il vient du sanskrit, sans doute parce que le phénomène a été observé pour la première fois dans cette langue, la grammaire sanskrite étant l'une des plus anciennes réflexions du monde sur la langue[précision nécessaire].

## Description du phénomène
Une voyelle svarabhaktique est une voyelle qui est créée à cause du contexte linguistique d'un mot et s'interpose entre deux syllabes. Ce phénomène est dû à un relâchement populaire ou enfantin de la langue ou à un contexte phonétique qui rend nécessaire l'apparition de cette voyelle. Il peut être dû aussi à l'accent du locuteur.
Ainsi, dans Si je jouais, je perdrais beaucoup d'argent, le mot perdrais est donc prononcé /pɛrdərɛ/ (comme s'il était écrit perderais). L'apparition de ce /ə/ entre le /d/ et le /r/ est due à la difficulté de prononcer trois consonnes de suite, à la présence de deux phonèmes /ɛ/ qui lui ressemblent et, surtout, à l'analogie avec les autres formes de conditionnel en -erai (je mangerais). Tout cela peut empêcher les locuteurs de considérer cette apparition fautive comme choquante. Au contraire, la prononciation /pɛrdəri/ pour perdrix est plus facilement choquante. La raison et le repérage de cette apparition varient, bien sûr, en fonction des habitudes linguistiques du locuteur (voir accent).
Un tel /ə/ apparaît en général dans un contexte comprenant un /r/, notamment lorsque celui-ci précède une explosive : barbant pourra en effet être prononcé par un locuteur de langue maternelle française /barəbɑ̃/ sans même que ce dernier s'en rende compte. Cependant, Brabant sera plus facilement prononcé correctement /brabɑ̃/, sans /ə/ svarabhaktique, le /r/ n'entrant en conflit avec aucune autre consonne.
Un autre exemple de svarabhakti se trouve dans le français de Suisse romande et de Provence, où l’on prononce volontiers /pənø/, au lieu de /pnø/, pour pneu. Ce phénomène est d’ailleurs assez conscientisé puisqu'il est à l’origine d’une boutade : « Pourquoi les Vaudois disent « V’vey » (et non pas /vəvɛ/, nom de la ville Vevey) ? Parce qu’ils ont gardé le « e » pour « peneu » ! »
Historiquement, c'est ce phénomène qui explique en français le remplacement, en deux étapes, de nombreux initiaux préconsonantiques du latin par des é. (Cette évolution s'est arrêtée à la première étape en espagnol et n'a pas eu lieu en italien.) Par exemple :
- Latin schola → esc(h)ole → école ;
scri(be)re → escrire → écrire (et de même écriture, écritoire, écrivain, etc.) ;
- Latin populaire *stabula → estable → étable ;
- Vieux-francique *sparanjan → esparnier → épargner (cf. néerlandais et allemand sparen, wallon spårgnî).

Le /ə/ svarabhaktique change rarement le sens du mot.

## Dans d'autres langues

### En turc
On trouve également ce phénomène en turc avec des mots d’emprunt comme ski, qui  en turc, se prononce /səki/, ou même İstanbul, issu du grec (Kon)stan(tino)pol(is) (dont les habitants s'appellent en français « stambouliotes », sans svrarabhakti à l'initiale).[réf. nécessaire]

### En wallon
Outre le /i/, qui correspond au français /ə/ et disparaît et réapparaît dans des mots comme vni et vini, les voyelles /ɔ/ et /ɛ/ peuvent aussi être caduques en wallon comme dans cnoxhe et conoxhe (connaître), ls /lzɛ/  et les /lɛ(z)/.
De plus, le wallon peut employer l'infixe vocalique éphelcystique /i/ lorsqu'un mot commence par deux consonnes et est précédé d'un mot terminé par une consonne.
- ene scole  →  ene sicole (une école)
- m'spårgnî → m'sipårgnî (m'épargner)
- cwate stoeles → cwate sitoeles (quatre étoiles)

### En russe
Dans les mots présentant une désinence zéro (adjectif bref masculin, nominatif singulier masculin de la 2e déclinaison, génitif pluriel féminin ou neutre) précédée de deux consonnes ou plus, une voyelle mobile е ou о apparaît souvent entre ces deux consonnes : par exemple закуска zakuska (hors d'œuvre à la russe), nominatif pluriel закуски zakuski, génitif pluriel закусок zakusok.